# Cessna Model C-34 Airmaster
Cessna C-34 Airmaster — американский одномоторный самолёт компании «Cessna».

## История

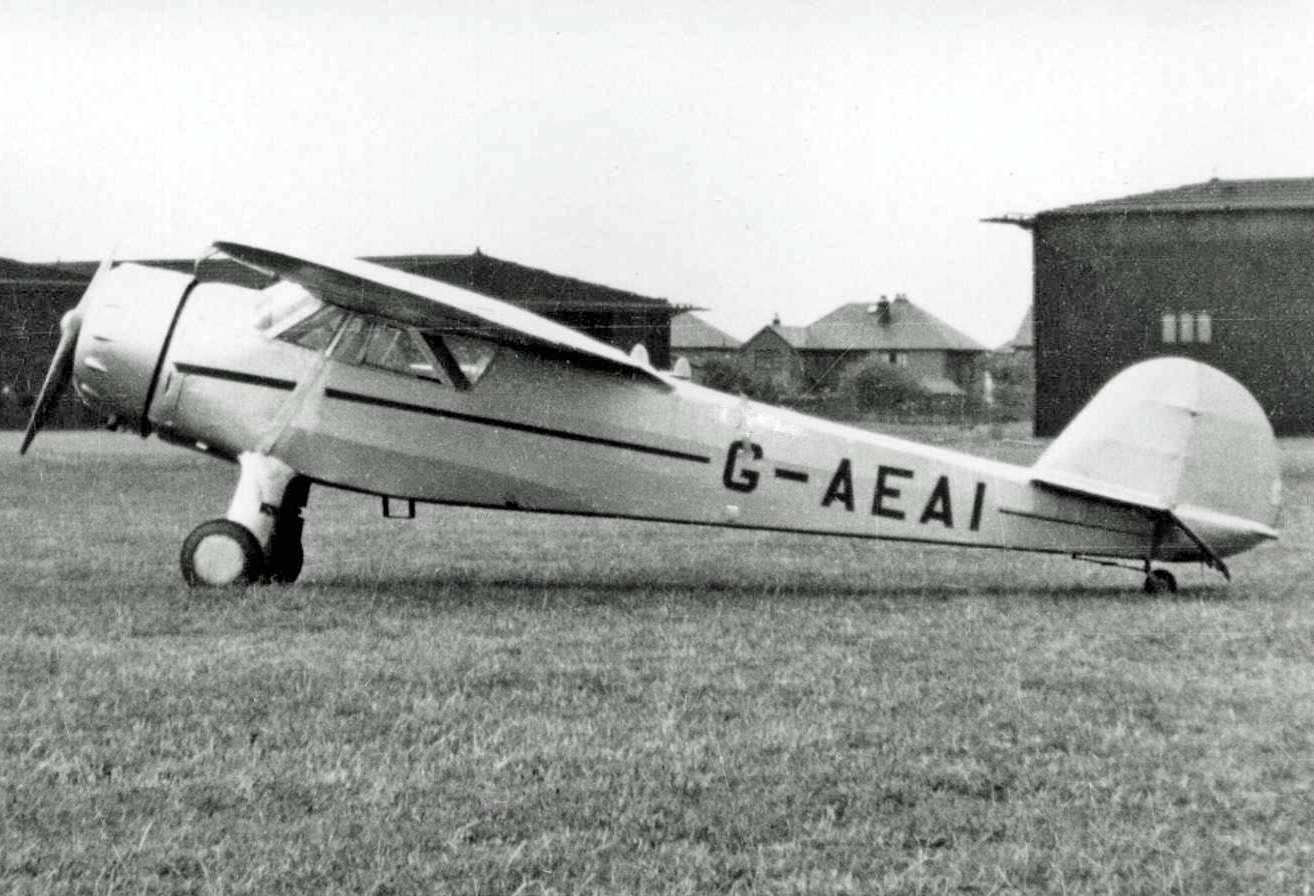
Cessna C-34 Airmaster постройки 1936 года в аэропорту Блэкпул (Сквайрс Гейт) в 1950 году

Airmaster сыграл важную роль в возрождении Cessna в 1930-х годах после крушения авиационной промышленности во время Великой депрессии.

### Первый образец
В середине 1930-х годов экономика США начала восстанавливаться после Великой депрессии. Разработку первого самолёта модели Airmaster приписывают Дуэйну Уоллесу, племяннику Клайда Сессны. Первый полёт модели C-34 Airmaster состоялся в июне 1935 года. Вскоре после появления C-34 Клайд Сессна ушёл из авиационной промышленности, оставив дела Дуэйну Уоллесу.

### Последующие модели
C-34 Airmaster потом неоднократно усовершенствовался. У С-37 была более широкая кабина, улучшенное шасси и электрические закрылки. У С-38 было более высокое вертикальное оперение, изогнутые стойки основного шасси и посадочный щиток под фюзеляжем. Изменения, общие для C-37 и C-38, включали более широкие фюзеляжи и шасси, а также резиновые опоры двигателя для установки двигателя Warner Super Scarab мощностью 145 л. с. (108 кВт). Последними модификациями C-34 были C-145 и C-165, из которых 80 были построены. На этих моделях на C-38 были убраны подкрылки, а общая длина фюзеляжа была увеличена. Единственная разница между C-145 и C-165 заключалась в мощности двигателя, причём последний имел модернизированный двигатель Warner мощностью 165 л. с. (123 кВт).

### Завершение производства
С началом Второй мировой войны линия Airmaster морально устарела. Сварной трубчатый фюзеляж, обтянутый тканью корпус, обширная деревянная отделка, деревянные крылья и радиальные двигатели — всё, что было характерно для авиационной техники 1930-х годов, стало слишком дорогим и медленным в производстве. Старые самолёты были быстро заменены самолётами, построенными из алюминия, с крыльями с подкосами, впервые увиденными на Cessna 120.

## Конструкция
В конструкции C-34 заложены характеристики, заимствованные у предыдущих моделей Cessna Aircraft. Эти сходства включают высоко установленное свободнонесущее крыло и узкую конструкцию окон кабины. Крылья и хвостовое оперение были полностью сделаны из дерева, а фюзеляж был изготовлен из стальных труб, соединённых с деревянными стрингерами и шпангоутами. Обе модели C-145 и C-165 предлагались с поплавками.

## Модификации
С-34Четырёхместный самолёт с лёгкой кабиной, оснащённый радиально-поршневым двигателем Warner Super Scarab мощностью 145 л. с. (108 кВт); построено 42.
С-37кабина была расширена на 12,7 см (5 дюймов). Он был оснащён улучшенным шасси и закрылками с электроприводом; построено 46.
С-38Оснащён широким шасси с изогнутыми опорами, а также более высоким вертикальным оперением и посадочным щитком под фюзеляжем; построено 16.
С-39Первоначальное обозначение Cessna C-145.
С-145Оснащён радиально-поршневым двигателем Warner Super Scarab мощностью 145 л. с. (108 кВт).
С-165Оснащён радиально-поршневым двигателем Warner Super Scarab мощностью 165 л. с. (123 кВт).
C-165DОснащён радиально-поршневым двигателем Warner Super Scarab мощностью 175 л. с. (130 кВт).
UC-77BДва Cessna C-34 были приняты на вооружение ВВС США во время Второй мировой войны.
UC-77CОдин Cessna C-37 был принят на вооружение ВВС США в 1942 году.
UC-94Три Cessna C-165 были приняты на вооружение USAAF в 1942 году.

## Технические характеристики

### Общие характеристики
- Экипаж: 1
- Вместимость: 3 пассажира
- Длина: 7,57 м
- Размах: 10,31 м
- Высота: 2,21 м
- Площадь крыла: 180 кв футов
- Пустой вес: 590 кг
- Вес брутто: 1007 кг
- Запас топлива: 130 л
- Силовая установка: 1 × 7-цилиндровый радиальный двигатель Warner Super Scarab , 145 л. с. (108 кВт)

### Лётные характеристики
- Максимальная скорость: 261 км/ч
- Крейсерская скорость: 230 км/ч
- Дальность: 890 км
- Практический потолок: 5800 м
- Скорость подъёма: 5,1 м/с